# Henry Thom
Henry Thom (* 12. Mai 1970 in Frankfurt am Main) ist ein ehemaliger deutsch-kanadischer Eishockeyspieler und derzeitiger -trainer.

## Werdegang

### Spieler
Der Abwehrspieler wurde in Deutschland geboren, spielte aber in kanadischen Juniorenligen. Im Jahre 1988 wechselte Thom zum deutschen Zweitligisten EC Bad Nauheim, mit dem er am Ende der Saison 1989/90 in die Oberliga Nord abstieg. Thom wechselte daraufhin zum Zweitligisten EC Kassel, wechselte aber im Saisonverlauf zum Oberligisten EC Harz-Braunlage. Im Sommer 1991 wechselte Thom in seine Geburtsstadt Frankfurt am Main und schloss sich dem Frankfurter ESC an, dem Nachfolger der Eishockeyabteilung von Eintracht Frankfurt. Ohne Punktverlust wurde die Mannschaft in der Saison 1991/92 Meister der Regionalliga Mitte und schaffte den Aufstieg in die Oberliga Nord. Für Henry Thom war es die erfolgreichste Saison mit 37 Tore und 70 Assists. In der folgenden Saison 1992/93 wurden die Frankfurter Meister der Oberliga Nord und schafften den Durchmarsch in die 2. Bundesliga.
Am Saisonende verließ er die Frankfurter und schloss sich dem Oberligisten ETC Timmendorfer Strand an, mit dem er in der Saison 1993/94 erneut die Meisterschaft der Oberliga Nord gewinnen konnte. Im Sommer 1994 wurden die Ligen umstrukturiert und aus der Oberliga Nord wurde die 1. Liga Nord. Die Timmendorfer wurden mit Thom in der Saison 1994/95 erneut Meister. In der Saison 1995/96 absolvierte Thom zunächst ein Spiel für den Ligarivalen, EV Duisburg, bevor er sich dem DEL-Club EC Ratingen anschloss, für den er in der Saison 1995/96 41 Spiele absolvierte und dabei drei Assists verbuchen konnte. Am Saisonende wechselte Thom in die drittklassige 2. Liga Nord zum Adendorfer EC, für den er zwei Jahre aktiv war. Nachdem er in der Saison 1998/99 nicht aktiv gewesen war, kehrte Henry Thom zur Saison 1999/2000 zum Nord-Oberligisten EC Timmendorfer Strand zurück. Dieser ging zwei Jahre später freiwillig hinunter in die Regionalliga Nord-Ost, wo Thom mit seiner Mannschaft in den Saisons 2001/02 und 2002/03 jeweils Vizemeister wurde. Im Sommer 2003 beendete Henry Thom schließlich seine Spielerkarriere.

### Trainer
Im Sommer 2006 übernahm Henry Thom das Traineramt beim EHC Timmendorfer Strand in der Verbandsliga, wo er seine Mannschaft auf Anhieb zum Aufstieg in die Regionalliga Nord führte. Im Sommer 2008 folgte der Wechsel zum Oberligisten Rostocker EC, der sich nach der Saison 2008/09 freiwillig in die Regionalliga Nord zurückzog und dort in der Saison 2009/10 die Meisterschaft gewann. In der Saison 2010/11 kehrte Thom nach Timmendorf zurück und wurde mit der Mannschaft Vizemeister der Oberliga Nord. Zwischen 2011 und 2013 war Henry Thom Co-Trainer des DEL-Clubs Hamburg Freezers unter Benoît Laporte. Es folgte seine erste Trainerstation im Ausland beim italienischen Club HC Gröden, bevor er in der Saison 2014/15 nach Timmendorf zurückkehrte, um im Sommer 2015 erneut zum HC Gröden zu wechseln. Noch während der Saison 2015/16 übernahm Thom den Oberligisten Selber Wölfe, wo er bis 2020 wirkte. 
Es folgten Engagements beim Oberligisten Deggendorfer SC und bei den Crocodiles Hamburg zwischen 2021 und 2023. Nach der Insolvenz der Hamburger wechselte Thom zum niederländischen Club Hijs Hokij Den Haag in die BeNe League, wo er seine Mannschaft in der Saison 2023/24 zur Hauptrundenmeisterschaft führte, jedoch im Play-off-Halbfinale ausschied. Am Saisonende verließ er Den Haag und übernahm den Nord-Oberligisten Herforder EV.

## Erfolge

### Als Spieler
- Meister der Oberliga / 1. Liga Nord: 1992/93, 1993/94, 1994/95
- Meister der Regionalliga Mitte: 1991/92

### Als Trainer
- Meister der Regionalliga Nord: 2009/10